# Fort de Couppes

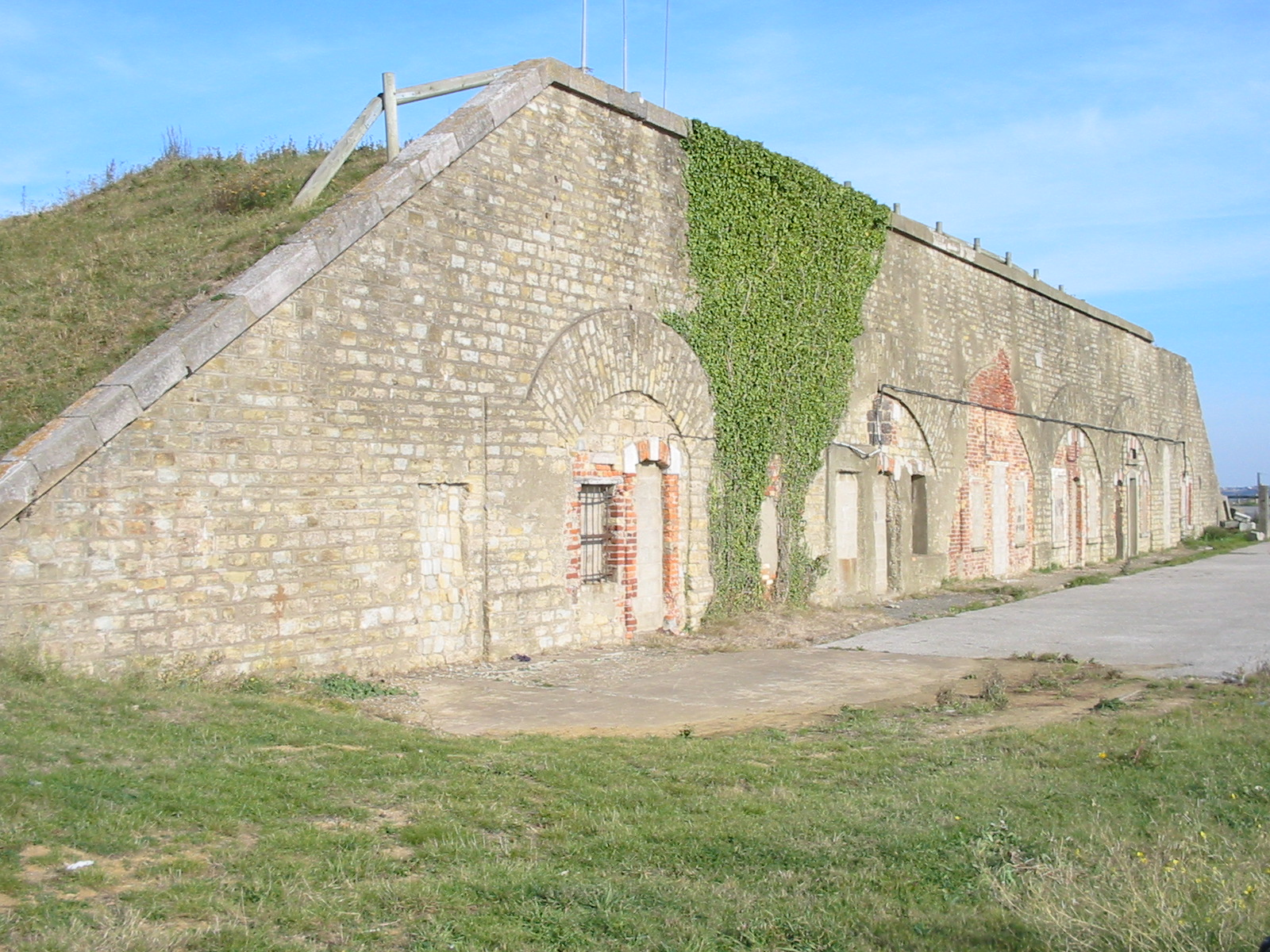
Fort de Couppes

Het Fort de Couppes is een vestingwerk in de tot het Franse departement Pas-de-Calais behorende plaats Le Portel.
De vesting is gelegen op de Mont de Couppes, een strategische plaats. Reeds in de tijd van Lodewijk XV werd er een redoute gebouwd. Napoleon Bonaparte liet in 1804 deze versterking bewapenen, gericht tegen Engeland.
In 1886 werd op de fundamenten van het Napoleontische fort een nieuw fort gebouwd. Er was een kazerne en een kruitmagazijn. Ook waren er ondergrondse magazijnen, latrines en een cisterne.
Tijdens de Tweede Wereldoorlog werd ook dit fort door de Duitsers bezet, waarbij het vrijwel geheel verwoest werd. Enkele ondergrondse ruimten zijn nog aanwezig.